# Siegfried Lenz
Siegfried Lenz (Lyck, 17 marzo 1926 – Amburgo, 7 ottobre 2014) è stato uno scrittore tedesco.

## Biografia
Considerato tra i narratori più importanti della letteratura tedesca contemporanea, Siegfried Lenz era nato a Lyck nella regione della Prussia Orientale dell'allora Repubblica di Weimar, nel 1926. Alla morte prematura del padre, funzionario doganale, la madre e la sorella lasciarono Lyck dove Siegfried rimase con la nonna fino al suo reclutamento nella Kriegsmarine, avvenuto nel 1943.
Poco prima della fine della Seconda guerra mondiale, fuggito come disertore in Danimarca, Lenz fu fatto prigioniero di guerra dalle truppe britanniche e da esse utilizzato come interprete. Al rilascio, si iscrisse all'Università di Amburgo per studiare filosofia, anglistica e letteratura, ma interruppe lo studio per lavorare presso il giornale Die Welt, di cui fu redattore dal 1950 al 1951. In quell'ambiente avverrà l'incontro anche la futura moglie Liselotte, morta nel 2006, che ha illustrato alcune delle sue opere.
Dal 1951 Siegfried Lenz ha vissuto come scrittore indipendente ad Amburgo e ha seguito le vicende del Gruppo 47 che, fondato da Hans Werner Richter ha annoverato tra i suoi appartenenti molti dei più importanti scrittori tedeschi dal secondo dopoguerra, come Heinrich Böll, Günter Grass, Erich Fried, Hans Magnus Enzensberger.
Insieme a Günter Grass, suo amico e conterraneo, si iscrisse all'inizio degli anni settanta al Partito Socialdemocratico di Germania (SPD), divenendo sostenitore della cosiddetta Ostpolitik di Willy Brandt, la politica di conciliazione con l'allora Repubblica Democratica Tedesca.
Dal 2002 Lenz era membro onorario della Libera Accademia delle Arti di Amburgo (Freie Akademie der Künste in Hamburg) e dal 2003 è stato professore all'Università di Düsseldorf "Heinrich Heine".

## Principali premi letterari e riconoscimenti
- 1953 Premio Lessing della libera città anseatica di Amburgo
- 1961 Premio culturale dell'Associazione profughi della Prussia orientale, categoria letteratura
- 1962 premio letterario della città di Brema
- 1976 Laurea ad honorem dell'Università di Amburgo
- 1979 Premio Andreas Gryphius
- 1984 Premio Thomas Mann
- 1999 Premio Goethe della città di Francoforte
- 2002 Cittadinanza onoraria della città di Amburgo
- 2003 Cattedra onoraria presso l'Università Heinrich Heine di Düsseldorf
- 2004 Cittadinanza onorario della regione Schleswig-Holstein
- 2010 Premio Nonino

## Opere principali

### Romanzi
- 1951 Es waren Habichte in der Luft (Vi erano sparvieri nell'aria)
- 1953 Duell mit dem Schatten (Duello con l'ombra)
- 1959 Brot und Spiele (Pane e gioco)
- 1963 Stadtgespräch (Discorsi nella città)
- 1968 Deutschstunde (Lezione di tedesco)[1]
- 1981 Der Verlust (La perdita)
- 1985 Exerzierplatz (Piazza d'armi)
- 1999 Arnes Nachlass (L'eredità di Arne)
- 2003 Fundbüro (Ufficio oggetti smarriti)
- 2009 Schweigeminute (Un minuto di silenzio)[2]
- 2016 Der Überläufer (Il disertore) - postumo

### Novelle e racconti
- 1955 So zärtlich war Suleyken, Kurzgeschichten (Così tenera era Suleyken - Racconti brevi)
- 1960 Das Feuerschiff, Erzählungen (La nave faro - Racconti)
- 1975 Der Geist der Mirabelle - Geschichten aus Bollerup (Lo spirito di Mirabelle - Storie di Bollerup)
- 1987 Das serbische Mädchen, Erzählung (La ragazza serba - Racconto)
- 2006 Die Erzählungen (I racconti)

## Adattamenti cinematografici
- in Haus aus lauter Liebe, di cui è stato tratto un film televisivo nel 1966, diretto da Herbert Vesely, con protagonisti Heinz Bennent e Herbert Fleischmann.
- Der  Überläufer (Il disertore) è un film televisivo del 2020 diretto da Florian Gallenberger.